# 挿し木

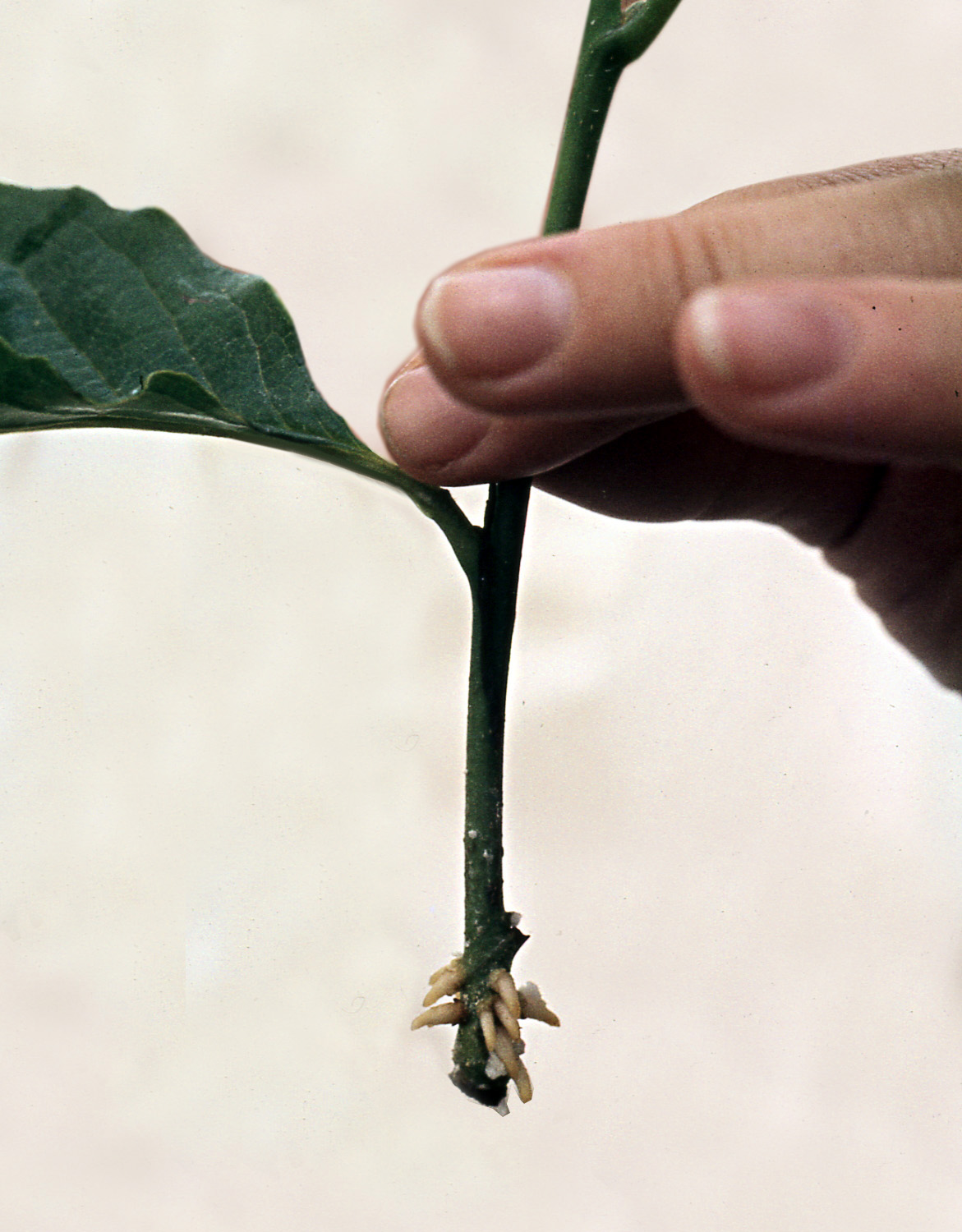
切り取った茎から延びた不定根

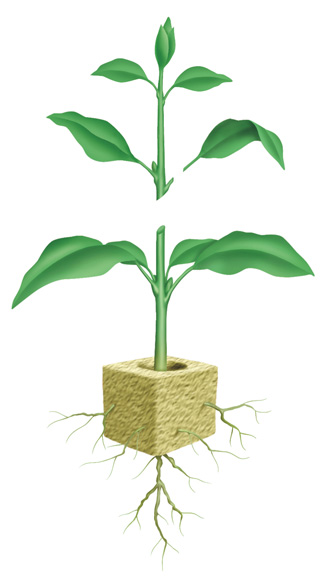
挿し木のための切り取り例

挿し木（さしき、英：cutting）は、広義には植物の茎と根を兼ね備えない一部分を切り取り、そこから茎と根を具備した独立個体の植物に仕立てる、無性繁殖法のことである。

## 概要
広義の挿し木は利用する部分により、枝挿し、幹挿し（茎挿し）、根挿し、葉挿し、地下茎挿し、球根挿し、果実挿しがある。また、広義の挿し木は、これらの部分を挿し付ける方法だけでなく、埋幹、埋条、埋根（根伏せ）など埋め込む方法、さらに水中や空中で行う方法もある。
一般的には、母株の枝あるいは幹（茎）の一部を土に挿し、その一部が地上に出た状態にしておくものを挿し木（狭義の挿し木）という。優良品種の育成や固定された純系の保存の手段として園芸や林業において、重要な技術である。
挿し木（狭義）は若枝の一部を土に挿して発根を促し苗木を育てる方法で、取り木や接ぎ木とともに種子によらない繁殖法で「栄養体繁殖」と総称されている。切り取った枝を挿し穂、挿し穂を挿し付けるための場所を挿し床という。挿し木などの栄養体繁殖が発見された年代や発祥となった地域は不明であるが、メソポタミアでは川の氾濫後に河畔でヤナギの折れた枝が再生する例や倒れたナツメヤシが復活する例を経験していたとみられている。
挿し木は古代ギリシャでは知られており、ヒポクラテス「子供の自然について」12章やテオプラストス「植物原因論」には挿し木の記述がある。中国では540年頃にそれまでの農業関係書を総括した「斉民要術」が著されたが、「食経」（260年頃）からの引用文として若枝を芋魁（いもがしら）か蕪菁根（かぶら）に挿してから植え付ける方法を記載している。若枝をイモやカブに挿すのは乾燥を防ぐためで、古代ヨーロッパで苗木の海上輸送のときに用いられた方法である。なお、漢字の「插」は接ぐことを示すものだったが、「斉民要術」では接ぎ木だけでなく挿し木の意味でも用いられ、「農桑輯要」（1273年）から「接」は接ぎ木に「插」は挿し木に使われるようになった。日本にも遣隋使や遣唐使などで「斉民要術」などの農書が輸入されており、官吏は挿し木や接ぎ木を知っていたとみられるが、「古事記」や「日本書紀」にはこれらとみられる記述はない。挿し木に関しては江戸時代の貝原益軒の「花譜」（1694年）に記述がある。
挿し木を行うと若返りのような現象が起き、例えば樹齢数百年の木の枝を切り取りこれを用いて挿し木を行うと、仮に親株が数年で老衰で倒れたとしても、挿し木苗がその後数十年、数百年と生き続けるといったことが可能になる。また4－5年程度の寿命しか持たない短命の多年草の枝を4年目5年目に挿し木を行うと、挿し木苗がそこからさらに4-5年生きるといった現象が起き、さらにこれを延々と繰り返すことで延命を続けることなども可能になる。こうした性質、特性から挿し木をとる行為は、しばしば株の更新と表現されることもある。このような若返り現象は挿し木以外の栄養繁殖でも見られ、シャガやヤブカンゾウなどは3倍体であるため、種子を作ることができないにもかかわらず分球などの栄養繁殖のみで千年以上も絶えずに続いている。挿し木は、こうした現象を人工的に行うことで該当種や当該品種を絶やさず維持し続ける行為であるともいえる。

## 挿し木の種類
茎挿し
茎は植物の本体部であると考えられ、条件が整っていれば他の根や葉を再生し新しい株を形成できる。
新芽の部分を残した状態で挿す「天挿し」新芽の部分と根元部分の両方を切り葉を1-5枚程度残した枝を挿す「管挿し」などがある。また、挿し穂を用土に対してどのような形態で挿すかによる「垂直挿し」「斜め挿し」「水平挿し」「舟底挿し」などがあり、植物の種類や使用する挿し穂の形状などにより、これらの中からより適切な方法を選択する。
葉挿し
葉の組織は一般に他の根や茎を再生する能力が無く挿し木にできないが、一部のグループは例外である。シュウカイドウや菊類などは葉挿しで容易く増やせる。また多肉植物も葉挿しで容易に増やせるものも多くあるが、葉の色が薄い種や斑入りの品種などは葉挿しでは、うまく根付かない例もある。葉緑素の保有率が低いのが原因とされている。斑入りサンセベリアなどは葉だけを挿すと斑が無くなるが、茎の一部が付くように挿し穂を取ることで繁殖可能。
葉芽挿し
特にセダム類やサボテンなどの多肉植物でよく行われる方法。新芽の部分を切り取って挿す。植物によっては新芽部分が残った状態の枝を挿すと、新芽部分が萎えてここからダメになることも多い（それゆえ管挿しの方法がとられたりする）が、多肉系の植物では新芽の部分を挿しても容易に成功する例が多い。多肉の寄せ植え鉢を作る際、切り取った各種多肉の新芽部分を鉢に挿して寄せ植え鉢を作るなども可能である。
根挿し、または根伏せ
根や地下茎の一部を切り取り、土に埋めるなどする方法。地上部を挿しても発根しない植物で実行する。また、一部に地上部の挿し木も可能だが、この方法の方が成功率が高い植物もある。
冠挿し（クラウン挿し）
パイナップルの実の頭についている葉は独立した生長点を有しており、この部分を用いて挿し木で新しい株を育てることもできる。また、多肉植物では、厳密には目的が挿し木とは異なるが、茎が伸びて見栄えが悪くなったものを、若い葉芽がついた頭の部分だけを切り取って挿し木する「仕立て直し」がよく行われる。
接ぎ木挿し
接ぎ木作業と挿し木を同時に行う。技術的な難易度は高いが、穂木・台木ともに小さくて扱いやすく作業性も良いため、経済的に有利な場合がある。バラなどの繁殖に利用される。
水挿し
土ではなく、水を入れた花瓶などに挿す方法。一部の発根しやすい植物は、これで簡単に発根するため、発根を確認したら土に植え替えてやる。土に挿した場合は発根を視覚的に確認しづらいが、水差しの場合は根が出たのを容易く見て取れるメリットがある。
水耕挿し
上記水挿しの上位互換な方法。挿し穂を土に挿すのではなく、キッチンペーパーやスポンジなどを使い、挿し穂の切り口を遮光して水に挿す。バラなど発根に長時間要する植物などで特に有効。土を使わずに植物に「ここは土の中である」と錯覚させる方法で、スポンジなどが土の代用となる。発根に長時間要する物を土に挿した場合は1-2か月挿し穂が腐らないような管理を要求されるため、場合によっては土壌消毒などが必要になることもあるが、この方法であれば水をこまめに替えるだけで良いので管理が容易くなる。

## 発根促進

### さし穂の状態
一般に幼齢の植物を挿し穂として用いたほうが発根率が良いとされ、発根が難しいとされている植物でも実生苗や一度組織培養して生み出した苗木を親として用いると発根しやすくなるという報告が多い。
さし穂の冬芽に関しては残しておく方が発根率が良いものと、逆に除去したほうが発根率が良いものの2種類があるという。挿し穂に含まれる節の数や切り口から節までの距離も発根率に影響があるという。
多肉植物は生育は遅いが、水分を貯えている組織は切り離しても容易に枯死せず、概して挿し木や接ぎ木が容易である。発根も単に培土上に転がして放置しておくだけというものが多い。むしろ数日はおいて切り口が完全に乾いてから植えつけないと腐って駄目になってしまう。

### 光環境
挿し穂を採取する前の光環境も重要であることがしばしば言われれている。母樹の中で将来挿し穂となる部分に布を巻くなどしてあらかじめ遮光しておくモヤシのような育て方をした後、切り取って挿し穂にすると発根率が上昇するという報告があり、黄化処理などと呼ばれる。挿し穂を黄化処理をすることにより、挿し木困難な樹種や系統であっても発根することは、しばしば報告されている。

### 温度処理
挿し穂の発根に至る適温は植物によって異なる。挿し穂を保存する場合は低温にした方がいいという。
気温とは別に地温が発根率に大きく影響し、必要に応じて加温すると発根率が上昇するというのは昔からしばしば指摘されている。長期間の処理でなくても切り口付近だけ1日の加温処理でも十分効果があるという。
二酸化炭素濃度なども発根率に影響を与えるという。

### 花芽処理
挿し木を行った直後、花芽がついたり花を咲かせてしまったりすることがある。この場合、一部の植物を除き一般には速やかに花芽を切り取る処理をする。花芽を付けたままにすると花を咲かせることに力を優先してしまうため、発根しづらくなる。根が出ていないのに花を咲かせる現象はパンジー（ビオラ）など挿し穂自体は丈夫だが、発根に時間がかかる植物でよく見られる現象で、日々観察して花芽が付いたらこれを切り取るのが望ましい。一方、一部には花芽がつこうが開花しようが簡単に発根する植物もあり、こうしたものではあまり神経質になる必要はない。

### 薬剤
発根を促進させる薬剤としては下に挙げるようなものが知られる。
- オキシベロン（インドール酪酸）
- ホルモナイト Hormo-Knight （糖原生アミノ酸 Glucogenic amino acid, インドール酢酸誘導体、インドール酪酸誘導体）※主に接ぎ木の際に使用する薬剤だが挿し木でも有効
- ルートン（α-ナフチルアセトアミド）※食用作物には使用しないようにといった旨が取扱説明書にあり、メーカーが自ら注意喚起している。
- メネデール（二価鉄イオン化合物）

これらの薬剤は単に発根を促進する効果のほか、挿し穂の切り口に膜を張って保護し、腐りにくくするなどの効果もあり、特に挿し木の難易度が高い植物では相応の効果が期待できる。
管挿しの場合、上部も切り取られている挿し穂を使うが、この場合は上部の切断面にトップジンMなどの薬剤を使用することで、切断面からの水分の蒸散や切り口の腐敗などを抑える効果を得られる。
挿し穂の下部（地面に挿す部分）は、水平ではなく斜めにカットするかV字型にカットする方が良いとされている。これは、挿し穂の切断面の断面積が大きくなるからである。根が無い挿し穂は切り花のように茎の切断面から水分などを吸い上げることになるが、断面積が大きくなることでより効率よく用土から水分を吸い上げることが可能となり、挿し木の成功率を高める効果を得られる。

### 用土
挿し木に使用する用土は、一般には肥料分を含まない用土を使用する。肥料分を含む用土を使用すると養分を補給できてしまうので、今のままで問題ないと植物が反応してしまった結果、発根の妨げになるとされている。ただし、発根後は相応の肥料分を与えてやる必要がある。
赤玉土小粒、バーミキュライト、パーライト、鹿沼土やこれらを混合した土がよく使われる。また、挿し木種まき用培養土とされているものが市販されており、これを使うのも良い。

## 挿し木の例
挿し木によって繁殖させる植物の中で観賞用に栽培されるものの代表的なものとしてサツキやドラセナなどが、食用の植物においてはサツマイモやパイナップル、バナナなどが挙げられる。
サツキやドラセナの例
サツキは個体ごとの花の模様の差異を鑑賞するものであるため、増殖にはクローン作成が欠かせない。ドラセナは種子からより格段に早く大きな鑑賞に適した株を生産できるのみならず、再生力が高いことから単に切断した幹を水に挿しておくだけで発芽する珍奇な様子が、観賞用として珍重されてもいる。
サツマイモ
サツマイモが本来の栄養繁殖器官である芋を植えるのではなく、農業の現場で挿し木が用いられるのは、ひとつの種芋から生じる多数の蔓を切り取って挿し木することにより、効率的に多数の苗を確保できるからである。
パイナップル
パイナップルは本来ならば花が受粉すれば種子ができるが、種子ができなくても果実は成熟し、集合果の先端の冠芽を挿し木することで繁殖できる。ただし、経済栽培においては株の根元から出る芽を挿し木することが普通である。これによって優良品種のクローンを継続的に確保できるほか、種子繁殖よりはるかに短いサイクルで果実を収穫できる。
バナナ
バナナの栽培品種は倍数体で受精能力がなく、種子ができない。そのため、新石器時代以来の原産地で栽培化に成功した人間が、挿し木によって優良品種のクローンを維持して今日に伝えたものである。

## 実生苗との比較
挿し木苗は根を出し成長しても枝の性質を残しているということがしばしばいわれ、挿し木苗と実生苗を比較した場合、根系や成長の具合に差が出ることが幾つかの植物で報告されている。コリウスなどの例では実生苗と栄養苗では成長速度に特に顕著な差があり、栄養苗は短期間でより大きな株に育つ。このため、より大きな株にしたいなら栄養苗、あまり大きくしたくないなら実生苗という使い分けを苗の購入時にできる。
ガウラなどの冬季に地上部が枯れるタイプの宿根草の場合、通常は冬は挿し木を行わないが、室内管理などをすることであえてそれを行い、春に宿根株や実生苗が芽吹き始めるころには、すでに地上部がある程度まで育っているため、より早く大株にしたり早めに花を咲かせ始めたりすることが可能になる。これとは逆に、夏に地上部が枯れる宿根草もクーラーハウスなどを用意して通常は行わない夏の挿し木をすることにより、同様の効果を得ることができる。
パキラでは、実生苗と挿し木による栄養苗では外観からして明らかに性質に大きな差が出て、挿し木苗では幹元の肥大も無く、生長も極端に遅く花も咲かせなくなる。このようなことになる理由は植物学の専門家たちの間でさえ現在でも謎のままであるが、長年ほとんど成長しないこの性質はデスク横に置くグリーンインテリアなどには最適でもあり、重宝されている面もある。

## 土木工事への応用
荒廃した斜面を復旧する治山の土留工事では、土留の杭などに挿し木による更新が可能なヤナギやニセアカシアが使われることがある。これは、土留によって土砂の流出を防ぐとともに、挿し木による効果によって早期緑化を狙うものである。